# Anthony Musaba
Anthony Musaba (Nijmegen, 6 december 2000) is een Nederlands voetballer die als aanvaller speelt. Hij verruilde medio 2023 AS Monaco voor Sheffield Wednesday. Hij is de tweelingbroer van Richie Musaba.

## Carrière

### N.E.C.
Hij werd geboren in Nijmegen en groeide op in Beuningen. Anthony Musaba speelde in de jeugdopleiding van N.E.C./FC Oss, waar hij na een periode van vier jaar bij Vitesse in 2018 weer terugkeerde en een contract tot 2021 tekende. Hij debuteerde in het eerste elftal van N.E.C. op 19 april 2019, in de met 2-3 gewonnen uitwedstrijd tegen FC Volendam. Musaba kwam in de 77e minuut in het veld voor Randy Wolters.
Op 9 augustus maakte hij in de eerste wedstrijd van het nieuwe seizoen zijn eerste treffer voor N.E.C., in de met 1-2 verloren thuiswedstrijd tegen FC Eindhoven. In zijn eerste volledige seizoen kwam hij tot 26 competitiewedstrijden en zeven goals, alvorens hij door een blessure en de uitbraak van corona de rest van het seizoen moest missen. Die zomer stond hij in de belangstelling van verschillende Europese topclubs.

### AS Monaco
Op 26 juni 2020 werd aangekondigd dat Musaba een contract tekende tot medio 2025 bij AS Monaco dat uitkomt in de Ligue 1. Naar verluidt kreeg N.E.C. zo'n 2,5 miljoen voor deze transfer. Op 3 augustus 2021 maakte Musaba zijn officiële debuut voor AS Monaco. Hij viel twee minuten voor tijd in tijdens het UEFA Champions League-kwalificatieduel met AC Sparta Praag.

### Cercle Brugge
AS Monaco verhuurde hem meteen een seizoen aan Cercle Brugge, waar hij op 29 augustus zijn debuut voor maakte tegen KV Kortrijk. Op 27 september scoorde hij tegen stadsgenoot en rivaal Club Brugge zijn eerste goal voor de club. Hij speelde 31 wedstrijden voor Cercle en kwam daarin tot zes goals en drie assists.

### SC Heerenveen
In het seizoen 2021/22 werd Musaba verhuurd aan sc Heerenveen in de Eredivisie. Op 18 september maakte hij tegen Fortuna Sittard zijn debuut voor Heerenveen en tevens zijn Eredivisiedebuut. Op 21 november pakte Musaba tegen Willem II binnen 21 minuten twee keer een gele kaart, waardoor hij van het veld moest. In de laatste speelronde tegen Go Ahead Eagles (3-1 overwinning) scoorde Musaba zijn eerste en enige treffer voor de Friezen.

### FC Metz
In het seizoen 2022/23 werd hij verhuurd aan FC Metz in de Ligue 2 dat tevens een optie tot koop bedong. Daar speelde hij slechts zeven wedstrijden in de eerste seizoenshelft, waarvan de meeste als invaller. In de winterstop besloot AS Monaco dan ook om de huurovereenkomst op te zeggen.

### N.E.C.
Op 4 januari 2023 werd de huurovereenkomst met Metz ontbonden en keerde Musaba op huurbasis terug bij N.E.C. tot het einde van het seizoen 2022/23. N.E.C. was dan ook al langer op zoek naar extra aanvallers om de concurrentiestrijd met Elayis Tavşan aan te kunnen gaan. Op 11 januari scoorde in de bekerwedstrijd tegen Almere City als invaller de 4-0 en daarmee zijn eerste goal sinds zijn terugkeer. Hij was echter voornamelijk invaller en keerde na een halfjaar bij N.E.C. weer terug bij AS Monaco.

### Sheffield Wednesday
Op 3 augustus 2023 werd Musaba door het Engelse Sheffield Wednesday, net gepromoveerd naar het EFL Championship, overgenomen van Monaco.

## Statistieken
| Seizoen                      | Club                | Competitie     | Competitie | Competitie | Beker | Beker | Overig | Overig | Totaal | Totaal |
| Seizoen                      | Club                | Competitie     | Wed.       | Dlp.       | Wed.  | Dlp.  | Wed.   | Dlp.   | Wed.   | Dlp.   |
| ---------------------------- | ------------------- | -------------- | ---------- | ---------- | ----- | ----- | ------ | ------ | ------ | ------ |
| 2018/19                      | N.E.C.              | Eerste divisie | 3          | 0          | 0     | 0     | 2      | 0      | 5      | 0      |
| 2019/20                      | N.E.C.              | Eerste divisie | 25         | 7          | 1     | 2     | 0      | 0      | 26     | 9      |
| 2020/21                      | → Cercle Brugge     | Eerste Klasse  | 29         | 6          | 2     | 0     | 0      | 0      | 31     | 6      |
| 2021/22                      | AS Monaco           | Ligue 1        | 0          | 0          | 0     | 0     | 1      | 0      | 1      | 0      |
| 2021/22                      | → sc Heerenveen     | Eredivisie     | 29         | 1          | 3     | 0     | 2      | 0      | 34     | 1      |
| 2022/23                      | → FC Metz           | Ligue 2        | 7          | 0          | 2     | 1     | 0      | 0      | 9      | 1      |
| 2022/23                      | → N.E.C.            | Eredivisie     | 16         | 1          | 2     | 1     | 0      | 0      | 18     | 2      |
| 2023/24                      | Sheffield Wednesday | Championship   | 40         | 6          | 5     | 1     | 0      | 0      | 45     | 7      |
| Carrièretotaal               | Carrièretotaal      | Carrièretotaal | 149        | 21         | 15    | 5     | 5      | 0      | 167    | 26     |
| Bijgewerkt op 17 april 2024. |                     |                |            |            |       |       |        |        |        |        |